# Sarah Madeleine
Sarah Madeleine (* 20. September 1998 in Melun) ist eine französische Leichtathletin, die im Mittel- und Langstreckenlauf antritt. 2023 wurde sie mit der französischen Mixed-Staffel Europameisterin im Crosslauf.

## Sportliche Laufbahn
Erste internationale Erfahrungen sammelte Sarah Madeleine bei den Crosslauf-Europameisterschaften 2022 in Turin, bei denen sie nach 29:02 min auf den 39. Platz im Einzelrennen gelangte. Im Jahr darauf startete sie bei den World University Games in Chengdu und belegte dort in 4:18,95 min den sechsten Platz im 1500-Meter-Lauf. Im Dezember siegte sie in 19:44 min gemeinsam mit Bérénice Cleyet-Merle, Antoine Senard und Alexis Miellet in der Mixed-Staffel bei den Crosslauf-Europameisterschaften in Brüssel. 2024 belegte sie bei den Europameisterschaften in Rom in 15:02,56 min den achten Platz im 5000-Meter-Lauf. Anschließend verpasste sie bei den Olympischen Sommerspielen in Paris mit 15:18,62 min den Finaleinzug. Im Dezember landete sie bei den Crosslauf-Europameisterschaften in Antalya nach 27:09 min auf dem 35. Platz im Einzelbewerb. Im Jahr darauf belegte sie bei den Halleneuropameisterschaften in Apeldoorn in 8:53,96 min den fünften Platz über 3000 Meter.
2024 wurde Madeleine französische Meisterin im 5000-Meter-Lauf sowie 2025 Hallenmeisterin über 3000 Meter.

## Persönliche Bestleistungen
- 1500 Meter: 4:08,22 min, 3. September 2023 in Padua
  - 1500 Meter (Halle): 4:14,74 min, 3. Februar 2023 in Miramas
- Meile: 4:29,60 min, 26. August 2023 in Stirling
  - 3000 Meter (Halle): 8:48,39 min, 15. Februar 2025 in Lyon
- 5000 Meter: 15:02,56 min, 7. Juni 2024 in Rom
- 10-km-Straßenlauf: 31:15 min, 5. Januar 2025 in Nizza (französischer Rekord)